# 敏耶
34°27′55″N 35°56′16″E / 34.46528°N 35.93778°E
敏耶（阿拉伯语：‎），是黎巴嫩的城鎮，位於該國西北部，由北部省負責管轄，是敏耶-丹尼耶縣的首府，面積13平方公里，海拔高度38米，2004年人口20,680，人口密度每平方公里1,536人。